# کدیخم
کدیخم (به هلندی: Kedichem) یک منطقهٔ مسکونی در هلند است که در لیردام واقع شده‌است. کدیخم ۸۶۰ نفر جمعیت دارد.